# نورودوم سيهاموني
نوردوم سيهاموني (14 مايو سنة 1953 -)، ملك كمبوديا. هو الابن الأكبر لنورودوم سيهانوك ونوردوم مونينيث سيهانوك، كان سفير كمبوديا لدى اليونسكو، انتخب مع تسعة أشخاص ليملك العرش بعد وفاة والده نورودوم سيهانوك في عام 2000م، وقبل اعتلاء العرش كان أشهر ماقام به سيهاموني، أصبح سفير الثقافة في أوروبا، وعضو في يونسكو.

## روابط خارجية
- نورودوم سيهاموني على موقع IMDb (الإنجليزية)
- نورودوم سيهاموني على موقع الموسوعة البريطانية (الإنجليزية)
- نورودوم سيهاموني على موقع مونزينجر (الألمانية)